# Distretto di Gasa
Gasa è uno dei 20 distretti (dzongkhag) che costituiscono il Bhutan. Il distretto appartiene al dzongdey centrale.

## Municipalità
Il distretto consta di quattro gewog:
- gewog di Goenkhamae
- gewog di Goenkaatoe
- gewog di Laya
- gewog di Lunana